# Achouffe
Achouffe is een dorp in de deelgemeente Wibrin van de Belgische gemeente Houffalize.
Achouffe ligt in de provincie Luxemburg.
Achouffe ligt in de Ardennen tussen de deelgemeenten Wibrin en Mont op de Rue de la Grève (ook wel Rue d'Achouffeis). Het dorp is voornamelijk bekend vanwege de Brouwerij van Achouffe, waar het bier La Chouffe geproduceerd wordt.
Deelgemeenten: Houffalize · Mabompré · Mont · Nadrin · Tailles · Tavigny · Wibrin

Overige kernen: Achouffe · Alboumont · Bœur · Bonnerue · Buret · Cetturu · Chabrehez · Cowan · Dinez · Engreux · Filly · Fontenaille · Mormont · Ollomont · Pisserotte · Sommerain · Taverneux · Vellereux · Vissoûle · Wandebourcy · Wilogne

Belgische gemeenten · Arrondissement Bastenaken · Luxemburg · Wallonië